# La foca bianca

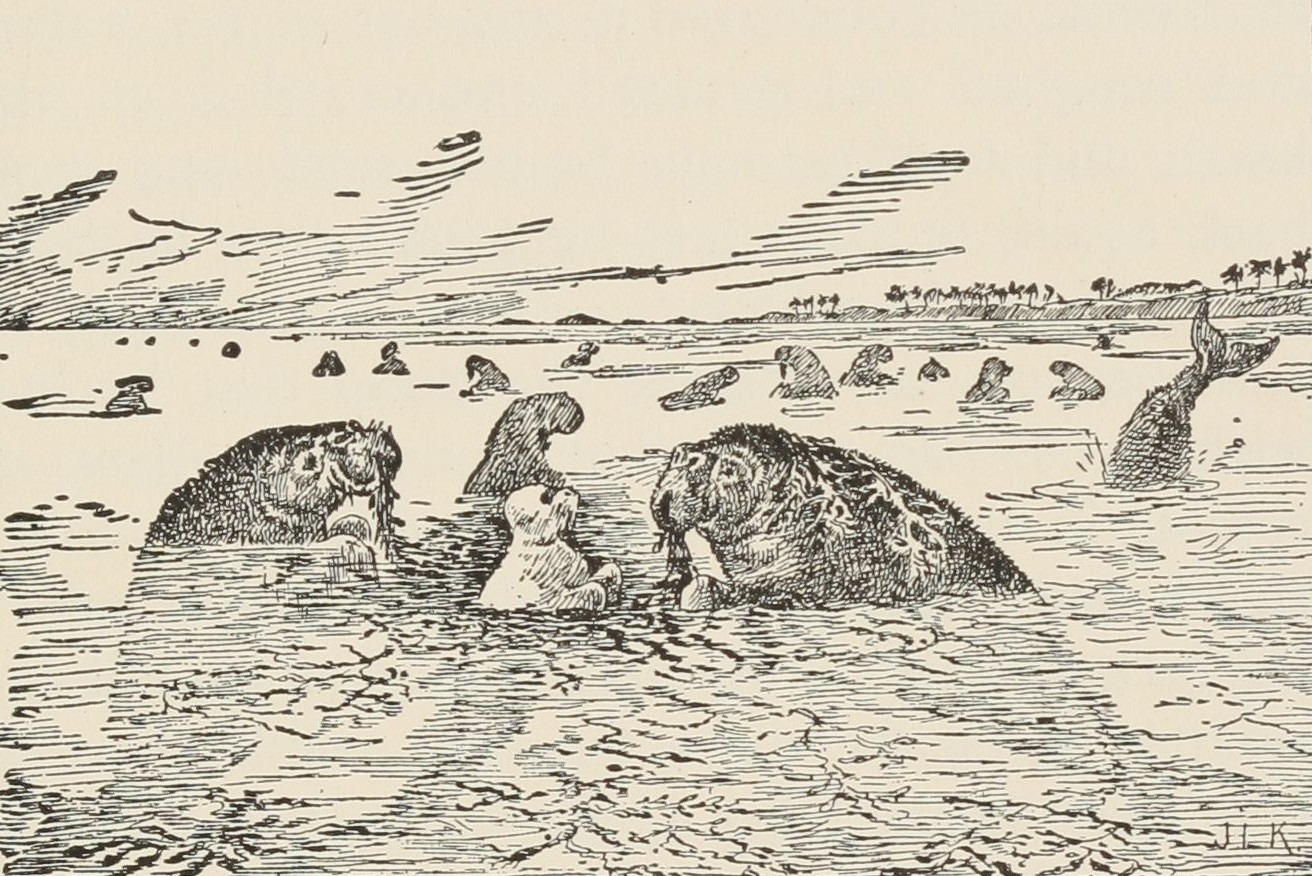
La Vacca Marina parla con Kotick.

La foca bianca (The White Seal) è un racconto dello scrittore inglese Rudyard Kipling, pubblicato per la prima volta nell'agosto 1893 sul National Review e successivamente ristampato nella raccolta Il libro della giungla l'anno successivo (1894).
In seguito è stato pubblicato anche singolarmente o insieme a un altro famoso racconto di Kipling, Rikki-tikki-tavi.

## Trama
Il racconto narra le vicende di Kotick, un cucciolo di foca, nato singolarmente bianco in un branco in un'isola del mare di Bering (Novastosnah). Quando viene a conoscenza del fatto che le foche vengono cacciate e uccise dagli uomini, cerca per tutti gli oceani un posto sicuro per la sua razza. Alla fine riesce a trovarlo e a convincere tutte le foche a seguirla in spiagge sicure.

## Personaggi
- Kotick: foca bianca.
- Limmershin: scricciolo, narratore della storia.
- Matkah: foca femmina, compagna di Sea Catch.
- Sea Catch: foca maschio, compagno di Matkah.
- Sea Vitch: tricheco.
- Vacca Marina (Sea Cow): vacca di mare di Steller.

## Adattamenti
Il racconto è stato trasposto in versione animata con il cortometraggio per la televisione The White Seal del 1975 realizzato da Chuck Jones. In esso Roddy McDowall presta la voce a quasi tutti i personaggi (Kotick, Sea Catch, Vacca Marina, orca marina, tricheco, narratore), a eccezione di Matkah (doppiata da June Foray).
Inoltre, il compositore francese Charles Koechlin ha scritto tra il 1899 e il 1904 una composizione per orchestra e coro chiamata Berceuse Phoque, ispirata alla Ninnananna delle foche (Seal Lullaby) che chiude il racconto; essa fa parte dei 3 poèmes du Livre de la jungle (op. 18), all'interno del ciclo Le Livre de la jungle.